# Kazumichi Takagi
Kazumichi Takagi (n. 21 noiembrie 1980) este un fotbalist japonez.

## Statistici
| Japonia | Japonia | Japonia |
| An      | Meciuri | Goluri  |
| ------- | ------- | ------- |
| 2008    | 3       | 0       |
| 2009    | 2       | 0       |
| Total   | 5       | 0       |